# Павшицы
Павшицы — деревня в Батецком районе Новгородской области России. Входит в состав Передольского сельского поселения.

## География
Деревня находится в северо-западной части Новгородской области, в зоне хвойно-широколиственных лесов, при автодороге 49Н-0130, на расстоянии примерно 25 километров (по прямой) к юго-западу от посёлка Батецкого, административного центра района. Абсолютная высота — 61 метр над уровнем моря.

### Часовой пояс
Деревня Павшицы, как и вся Новгородская область, находится в часовой зоне МСК (московское время). Смещение применяемого времени относительно UTC составляет +3:00.

## Население
| 1862 | 2010 |
| ---- | ---- |
| 154  | ↘10  |

Половой состав
По данным Всероссийской переписи населения 2010 года в гендерной структуре населения мужчины составляли 30 %, женщины — соответственно 70 %.

Согласно результатам переписи 2002 года, в национальной структуре населения русские составляли 100 % из 15 чел.